# Geminiraptor
Geminiraptor – rodzaj teropoda z rodziny troodontów (Troodontidae) żyjącego we wczesnej kredzie na terenach współczesnej Ameryki Północnej. Został opisany w 2010 roku przez Phila Sentera i współpracowników na podstawie o kości szczękowej (CEUM 73719) odkrytej w ogniwie Yellow Cat w formacji Cedar Mountain w Utah, w lokalizacji Suarez Site, datowanej prawdopodobnie na barrem. Licznie występują tam szczątki falkariusów.
Geminiraptor osiągał stosunkowo duże rozmiary, znacznie większe niż inne wczesnokredowe troodonty, i dorównywał późnokredowym przedstawicielom tej grupy – byronozaurowi, troodonowi i zanabazarowi. Zachowana część kości szczękowej mierzy 95 mm długości, 30 wysokości i 20 szerokości na wysokości szóstego zębodołu. W holotypie zachowało się dziewięć zębodołów, jednak przed nimi znajdowały się prawdopodobnie co najmniej trzy kolejne, za nimi natomiast – siedem. Dół przedoczodołowy zajmuje stosunkowo dużą powierzchnię z boku czaszki, nieco przed oknem przedoczodołowym. U geminiraptora okno promaksillarne(mały otwór w kości szczękowej) nie zanikło ani nie zlało się z oknem szczękowym, jak miało to miejsce u zaurornitoida i zanabazara.
Według analizy filogenetycznej przeprowadzonej przez Sentera i współpracowników na drzewie ścisłej zgodności wygenerowanym z 1944 drzew o długości 1285 stopni Geminiraptor znajduje się w politomii z rodzajami Mei, Byronosaurus, Sinornithoides, Sinusonasus oraz kladem złożonym z rodzajów Troodon, Saurornithoides i Zanabazar. Stopniowo coraz odleglejszymi grupami zewnętrznymi dla tego kladu są Sinovenator i Anchiornis. Wczesnokredowy wiek formacji Cedar Mountain dowodzi, że Troodontidae osiągnęły stosunkowo duże rozmiary wcześniej, niż w późnej kredzie. Geminiraptor jest też jedynym niekwestionowanym północnoamerykańskim wczesnokredowym troodontem.
Nazwa Geminiraptor pochodzi od łacińskiego słowa geminae („bliźnięta”) oraz greckiego raptor („rabuś”), będącego częstym składnikiem nazw systematycznych deinonychozaurów. Nazwa gatunkowa gatunku typowego, suarezarum – podobnie jak rodzajowa – honoruje geolożki bliźniaczki Celinę i Marinę Suarez, które odkryły Suarez site.